# NGC 5238
NGC 5238 é uma galáxia espiral na direção da constelação de Canes Venatici. O objeto foi descoberto pelo astrônomo William Herschel em 1789, usando um telescópio refletor com abertura de 18,7 polegadas. Devido a sua moderada magnitude aparente (+13,4), é visível apenas com telescópios amadores ou com equipamentos superiores. 